# ヒュー・カールトン (初代カールトン子爵)

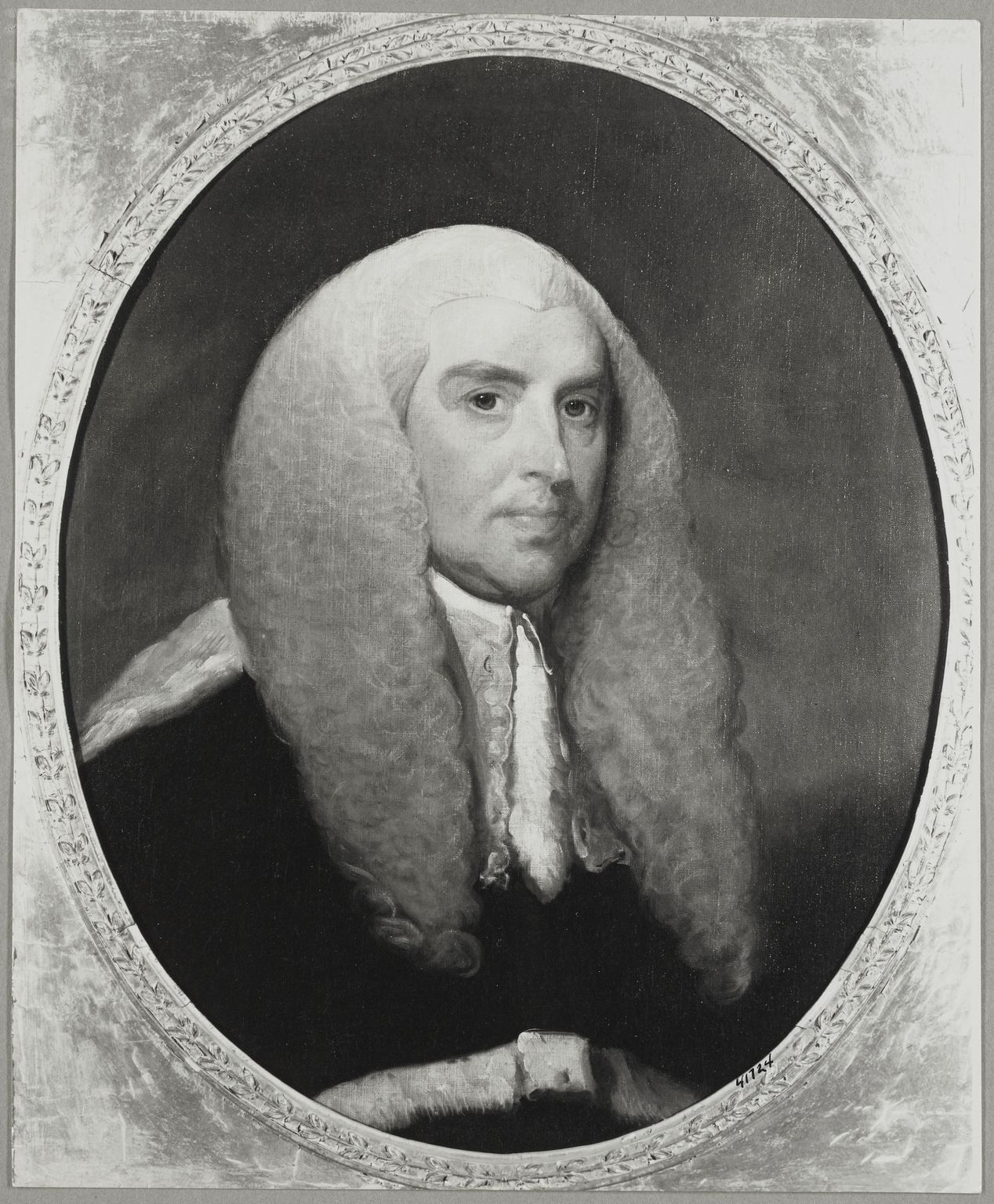
ヒュー・カールトン、1775年。

初代カールトン子爵ヒュー・カールトン（英: Hugh Carleton, 1st Viscount Carleton PC (Ire) KC、1739年9月11日 – 1826年2月25日）は、アイルランド王国の裁判官、政治家、貴族。アイルランド法務次官（1779年 – 1787年）、アイルランド民訴裁判所主席裁判官（1787年 – 1800年）、アイルランド貴族代表議員（1801年 – 1826年）を務め、1798年にユナイテッド・アイリッシュメン協会のシアーズ兄弟に死刑判決を出したことで知られる。

## 生涯
商人フランシス・カールトン（Francis Carleton、1713年 – 1791年、ジョン・カールトンの三男）と妻レベッカ（1797年2月没、ヒュー・ロートンの娘）の息子として、1739年9月11日に生まれた。出生地は『オックスフォード英国人名事典』でコークと推測された。キルケニー・カレッジに3年間通った後、1755年にダブリン大学トリニティ・カレッジに入学、同大でいくつか賞を取った。1758年にミドル・テンプルに入学、1764年にダブリンのキングス・インズで弁護士資格免許を取得した。1768年、勅選弁護士に選出された。
1772年から1776年までチュアム選挙区の、1776年から1783年までフィリップスタウン選挙区の、1783年から1787年までネイス選挙区の代表としてアイルランド庶民院議員を務めた。議員就任の背景には父の影響力を鑑みたアイルランド総督の第4代タウンゼンド子爵の後援があった。議員としては政府の安定している支持者と評価された一方、声が小さくて演説が聞こえないことが頻繁にあった。
法曹界では1776年に第三上級法廷弁護士に任命され、1777年に第二上級法廷弁護士に昇進した。1779年から1787年までアイルランド法務次官を務めた後、1787年にアイルランド民訴裁判所主席裁判官に転じ、同年5月11日にアイルランド枢密院の枢密顧問官に任命された。1789年9月17日、アイルランド貴族であるティペラリー県アンナーのカールトン男爵に叙された。アイルランド貴族院はアイルランドにおける上訴裁判権を取り戻したばかりであり、貴族院における法律の専門家を増やすほか、アイルランド首席裁判官の初代アールズフォート男爵ジョン・スコット、アイルランド財務府裁判所主席裁判官の初代イェルヴァートン男爵バリー・イェルヴァートンの影響力を相殺する狙いもあった。このうち、スコットとカールトンはカールトンの政界入り初期より友人関係にあったが、後に敵対するようになり、スコットはカールトンの出自が商人の家系であることを言い立ててカールトンに不快感を与えた。
1797年11月21日、アイルランド貴族であるティペラリー県クレアのカールトン子爵に叙された。ユナイテッド・アイリッシュメン協会のシアーズ兄弟が1798年アイルランド反乱直前に逮捕され、反乱の最中に裁判にかけられると、兄弟に死刑判決を出し、アイルランドでカトリックが多数を占めたこともあり人気を失った。
1800年秋に多額の年金を受け取って民訴裁判所主席裁判官を退任、ロンドンに引っ越した。合同法への支持により、1801年にグレートブリテン及びアイルランド連合王国が成立するとともにアイルランド貴族代表議員に選出され、1826年に死去するまで務めた。貴族院での演説は少なかったが、アイルランドに関する裁判で裁判官を務めることが多く、その功績により1810年7月3日にオックスフォード大学より民法学博士の名誉学位を授与された。この授与には元首相初代グレンヴィル男爵がオックスフォード大学学長に就任した影響もあったとされる。
1826年2月25日、メイフェアのハノーヴァー・スクエアにある自宅で死去、爵位はすべて廃絶した。遺産は弟ジョンの息子フランシス（1780年8月6日 – 1870年1月26日）が相続した。

## 人物
パンフレットの収集家であり、法律、憲法、政治、宗教に関するパンフレットを集めた。1788年に王立アイルランドアカデミー会員に選出され、死後の1842年にリンカーン法曹院がカールトンのコレクションを購入した。
サー・ジョナー・バリントンによれば、カールトンは心気症とされる。

## 家族
1766年8月2日、エリザベス・マーサー（Elizabeth Mercer、1794年5月27日没、リチャード・マーサーの娘）と結婚した。1795年7月15日、メアリー・バックリー・マシュー（Mary Buckley Mathew、1810年3月13日没、アベッドネゴ・マシューの娘）と再婚した。2度の結婚で子女をもうけなかった。